# مسجد يو ويهو
مسجد يو ويهو (بالصينية 月湖清真寺: بالبينيين Yuèhú Qīngzhēnsì)، ويعني اسمه مسجد بحيرة القمر؛ حيث يقع المسجد على ضفاف بحيرة القمر في منطقة هيشو إحدى مناطق مدينة نينغبو التابعة لمقاطعة تشيجيانغ في الصين.
يذكر الدكتور حماده هجرس في دراسته عن المسجد عام 2017 أن المسجد يرجع تاريخ بنائه إلى عام 1003م، خلال عصر تشن زونغ امبراطور أسرة سونغ .يتبع المسجد الطراز الصيني التقليدي ذو الأفنية، وتقع الواجهة في الناحية الشمالية الشرقية، ومن خلالها يدلف الشخص إلى باحة أمامية في جانبها الجنوبي مدخل الفناء الرئيسي. يحتوي المسجد على بوابة قمر ومخازن وقاعتي تدريس، بينما يقع بيت الصلاة في الجهة الغربية.يضم المسجد عديد الوحدات المعمارية منها: بوابة الدخول، باب القمر، فاعتان للتدريس، وبيت الصلاة، ومقصورة المحراب.